# Karol Herman Stępień
Karol Herman Stępień (21 de outubro de 1910 - 19 de julho de 1943) foi um frade franciscano polonês, nascido em Łódź. Foi martirizado em 1941 e beatificado como um dos 108 Mártires da Segunda Guerra Mundial pelo Papa João Paulo II em 13 de junho de 1999. Seu dia de festa é 12 de junho.

## Vida
Karol Herman Stępień nasceu em 21 de outubro de 1910 na cidade Łódź e ingressou na Ordem dos Frades Menores Conventuais em 1929 e devido às suas predisposições foi enviado para estudar em Roma, na Pontifícia Universidade de São Boaventura. Ele foi ordenado sacerdote em 1937 e continuou seus estudos na faculdade de teologia da Universidade Jan Kazimierz em Lviv, onde obteve o título de mestre em teologia. Depois de formado, começou a trabalhar como vigário nas igrejas franciscanas.
Durante as prisões em massa conduzidas pela Gestapo em 1943, ele se juntou aos presos, com o pároco Achilles Puchala, dizendo: "Os pastores não podem abandonar os fiéis!".
Do grupo de presos, apenas os dois frades foram assassinados e a Gestapo queimou seus corpos em um celeiro no dia 19 de julho de 1943 em Borowikowszczyzna. Os habitantes de Pierszaj não foram mortos - eles foram enviados para trabalhos forçados. O local da execução dos assassinados foi comemorado com uma capela-santuário.
Em 1999, o Papa João Paulo II o beatifica em Varsóvia, juntamente com os 108 mártires da Segunda Guerra Mundial.